# Beabadoobee
Beabadoobee (AFI: /biːbəduːbiːˈ/), pseudonimo di Beatrice Kristi Laus, conosciuta anche come Bea Kristi (Iloilo, 3 giugno 2000), è una cantautrice filippina naturalizzata britannica.

## Biografia
Durante la sua carriera ha pubblicato 5 EP e si è esibita con il gruppo musicale The 1975 nella tappa britannica del loro tour Music for Cars nel febbraio 2020.
Kristi è stata nominata per il Rising Star Award ai BRIT Awards 2020 ed è stato selezionata al premio BBC Sound of 2020.
Nel 2020 ha collaborato alla realizzazione di Death Bed (Coffee for Your Head) di Powfu certificato platino in Stati Uniti d'America, Nuova Zelanda, Australia e Messico.
Il 16 ottobre 2020 pubblica il suo album in studio di debutto Fake It Flowers, composto da dodici tracce e senza alcun ospite.
Il 15 luglio 2022 esce il secondo album Beatopia.
Il 16 agosto 2024 esce il terzo album This Is How Tomorrow Moves.

## Discografia

### Album in studio
- 2020 – Fake It Flowers
- 2022 – Beatopia
- 2024 – This Is How Tomorrow Moves

### EP
- 2018 – Lice
- 2018 – Patched Up
- 2019 – Loveworm
- 2019 – Loveworm (Bedroom Sessions)
- 2019 – Space Cadet
- 2019 – Spotify Singles
- 2021 – Our Extended Play

### Collaborazioni
- 2020 – Death Bed (Powfu feat. Beabadoobee)

## Premi e riconoscimenti
- BRIT Awards
  - 2020 – Nominata come Rising Star[9]

- NME Awards
  - 2020 – Radar Award[10]